# Thuốc thử Barfoed
Thuốc thử Barfoed là một thuốc thử trong hóa hữu cơ được sử dụng để phát hiện sự hiện diện của monosaccharide. Phản ứng này dựa trên quá trình khử đồng(II) acetat thành đồng(I) oxide (Cu2O) tạo kết tủa màu đỏ gạch.
RCHO + 2Cu2+ + 2H2O → RCOOH + Cu2O ↓ + 4H+
(Disaccharide cũng có thể tham gia phản ứng trên nhưng chậm hơn monosaccharide nhiều)
Nhóm aldehyde của monosaccharide thường tạo thành hemiacetal mạch vòng bị oxi hóa thành carboxylat. Một số chất khác, bao gồm natri chloride có thể cản trở phản ứng xảy ra.
Thuốc thử Barfoed được phát minh bởi nhà hóa học Đan Mạch Christen Thomsen Barfoed và chủ yếu được sử dụng trong thực vật học.
Thuốc thử này tương tự như phản ứng của thuốc thử Fehling với aldehyde.

## Thành phần
Thuốc thử Barfoed gồm dung dịch đồng (II) acetat 0,33 mol/l trong dung dịch acid acetic 1%. Thuốc thử sau khi pha chế không giữ được hiệu quả lâu và do đó nên chỉ pha chế khi thực sự cần thiết.

## Thao tác
Thêm 1 giọt thuốc thử Barfoed vào 2 mL mẫu đã cho trong ống nghiệm và đun sôi trong 3 phút rồi để nguội. Nếu xuất hiện kết tủa đỏ gạch Cu2O thì mẫu thử có chứa monosaccharide.